# 소데사키촌
소데사키촌(袖崎村)은 야마가타현 기타무라야마군에 있던 촌이다. 현재의 무라야마시 북동쪽 끝, 오우 본선 소데사키역 주변에 해당한다.

## 역사
- 1889년 4월 1일 - 정촌제 시행에 의해 3촌의 구역을 가지고 성립하였다.
- 1954년 12월 1일 - 무라야마시에 편입, 동일 소데사키촌은 폐지되었다.

## 교통

### 철도
- 일본국유철도
  - 오우 본선

### 도로
- 국도 제13호선

## 참고문헌
- 角川日本地名大辞典 6 山形県